# Ludwig Schadebrodt
Ludwig Schadebrodt (* 29. August 1809 in Soldau, Masuren; † 2. April 1895 in Posen) war ein deutscher Pastor und Abgeordneter in Ostpreußen.

## Leben
Schadebrodt besuchte die Herzog-Albrechts-Schule in Rastenburg. Nach dem Abitur studierte er an der Albertus-Universität Königsberg Evangelische Theologie. 1830 gehörte er zu den Stiftern des Corps Masovia. Er schloss das Studium als Predigtamtskandidat ab. 1835 wurde er als Prediger in Neidenburg berufen. Als Pastor in Bischofswerder und Peterwitz im Kreis Rosenberg in Westpreußen wurde er 1882 emeritiert. Für Neidenburg-Osterode saß er im Preußischen Abgeordnetenhaus.